# Dionisie al Portugaliei
Dionisie (în latină Dionysius, în portugheză Dinis sau Diniz; n. 9 octombrie 1261, Lisabona, Portugalia – d. 7 ianuarie 1325, Santarém, Districtul Santarém, Portugalia), supranumit Fermierul (o Lavrador), a fost al șaselea rege al Portugaliei. Fiul cel mare al lui Afonso al III-lea cu a doua sa soție, Beatrice de Castilia. Dionisie a succedat tatălui său la domnie în 1279.

## Originea
Tatăl său era descendent al regelui Ludovic al IX-lea al Franței. Dionisie l-a avut ca sfânt patron pe Sfântul Dionisie, primul episcop al Parisului.

## Primii ani de domnie
Tatăl său i-a acordat lui Dionisie responsabilități guvernamentale ca prinț moștenitor. La momentul urcării sale pe tron Portugalia era din nou în conflict diplomatic cu Statele Papale. Dionisie a semnat un acord cu papa, jurând să protejeze interesele Bisericii în Portugalia. Din această cauză, le-a oferit azil cavalerilor templieri persecutați în Franța, și a creat Ordinul lui Hristos, cu scopul de a fi un continuator al Ordinului Templului.
Din moment ce Reconquista se terminase pentru Portugalia, Dionisie s-a ocupat în primul rând de chestiuni administrative, nu militare. Cu toate acestea, a avut loc un scurt război între Castilia și Portugalia în timpul domniei sale, pentru posesiunea orașelor Serpa și Moura. După aceea Dionisie a evitat războiul: a ieșit în evidență ca un monarh iubitor de pace, într-o perioadă foarte agitată a istoriei europene. Din moment ce Portugalia era deja recunoscută ca țară independentă de către vecinii săi, Dionisie a semnat un pact cu Ferdinand al IV-lea al Castiliei privind frontierele (1297), pact ce a rămas valabil până astăzi.
Prioritatea principală a guvernării lui Dionis a fost organizarea țării. A continuat politicile tatălui său privind legislația și centralizarea puterii. Denis a promulgat un nucleu de cod civil și criminal portughez, protejând clasele inferioare față de abuzuri. Ca rege, a călătorit de-a lungul regatului, contracarând situațiile nedrepte și rezolvând probleme. A ordonat construirea de numeroase castele, a creat noi orașe, și acordat privilegii orășenești altora. Împreună cu soția sa, Elisabeta de Aragon, Denis a încercat să amelioreze situația săracilor, și a fondat mai multe instituții sociale.

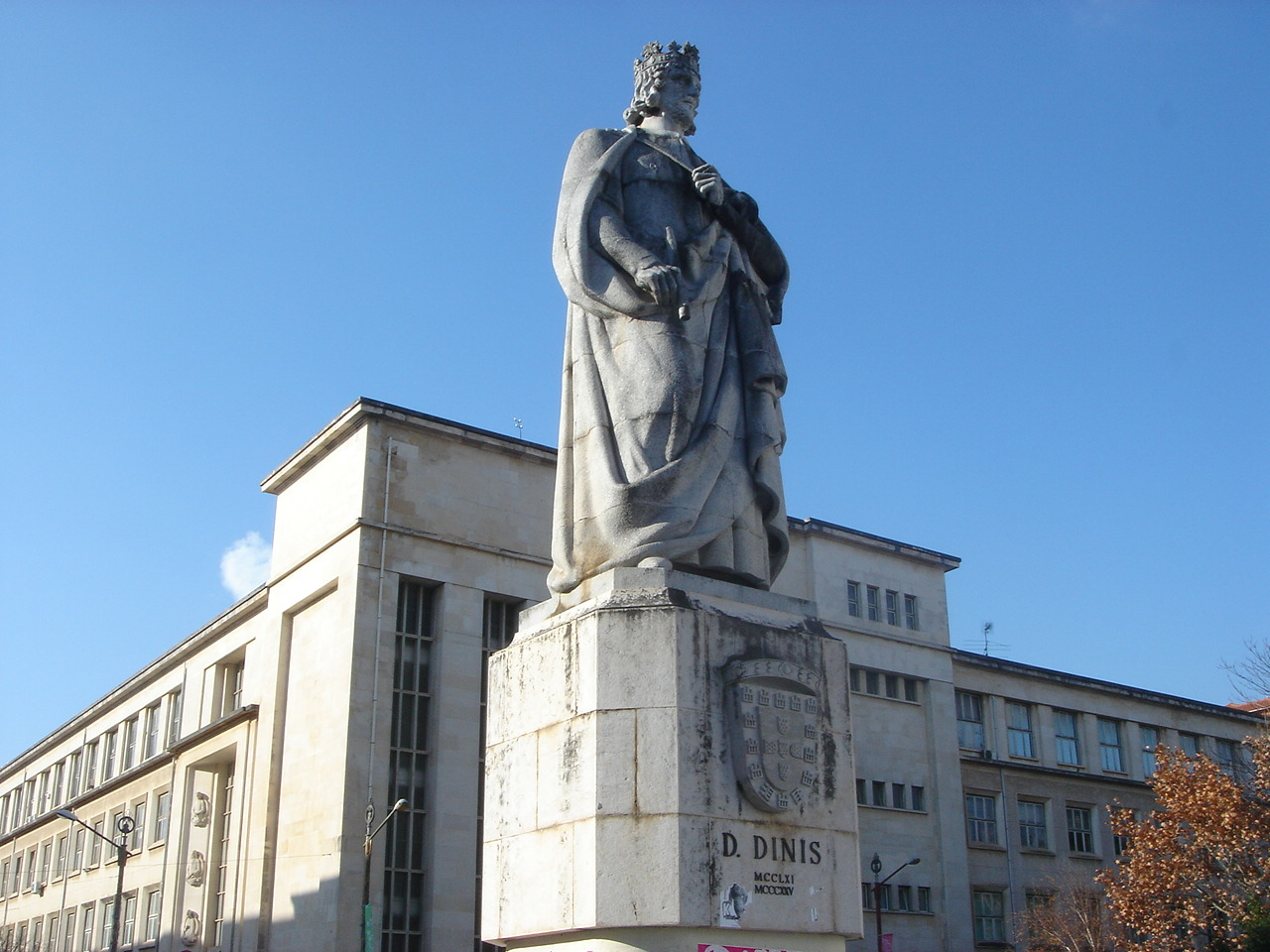
Statuia regelui Dionisie la Universitatea Coimbra

Mereu preocupat de infrastructura țării, Denis a ordonat exploatarea minelor de cupru, argint, cositor și fier, și a organizat exportul excedentelor către alte țări europene. Primul acord comercial portughez a fost semnat cu Anglia, în 1308. Denis a fondat marina portugheză, sub comanda unui amiral genovez, și a ordonat construcția a mai multor porturi.

## Politica economică
Principala sa preocupare a fost redezvoltarea și promovarea infrastructurii rurale, de aici și supranumele Fermierul sau Plugarul. Denis a redistribuit pământul, a promovat agricultura, a organizat comunități de fermieri și s-a interesat personal de dezvoltarea exporturilor. A instituit piețe cu program organizat în mai multe orașe, regulând activitatea lor. Una din realizările sale cele mai importante a fost protejarea terenurilor arabile în fața avansului nisipurilor costale, ordonând plantarea unei păduri de pin aproape de Leiria. Această pădure încă există, sub numele Pinhal de Leiria, și este una din cele mai importante din Portugalia.

## Promovarea culturii
Alt domeniu de interes al regelui Dionisie a fost cultura. Iubea literatura, și a scris el însuși câteva cărți, cu teme variind de la administrație la vânătoare, de la știință la poezie. În timpul domniei sale, Lisabona era un centru european al culturii și cunoașterii. Universitatea din Lisabona (astăzi Universitatea Coimbra) a fost fondată prin decretul său Magna Charta Priveligiorum. A fost de asemenea un mare poet și trubadur. Poemele și cântecele sale sunt păstrate în manuscrisele medievale ale Cancioneiro da Biblioteca Nacional, Cancioneiro da Vaticana și în Pergaminho Sharrer, ultimul conținând șapte cântece ale regelui Dionisie, cu notație muzicală.
Ultima parte a domniei sale pașnice a fost marcată de conflicte interne. S-au luptat cei doi fii ai săi: Afonso al IV-lea al Portugaliei, moștenitorul legitim, și Afonso Sanches, fiul său natural, care intraseră de multe ori în conflict pentru a obține favorurile regale. 
În 1325, la moartea regelui Dionisie, Portugalia era pe picior de egalitate cu celelalte regate iberice.